# Giorgio Carpaneto
Giorgio Carpaneto (Roma, 27 giugno 1923 – Roma, 31 luglio 2009) è stato un poeta e scrittore italiano, professore di lingua e letteratura italiana e latina nei licei di Stato. Profondo conoscitore di "cose romane" e studioso del dialetto romanesco, ha anche firmato alcune opere con lo pseudonimo di Carpaggio.

## Biografia
Iscritto all'albo dei giornalisti dal 1960, Giorgio Carpaneto, parallelamente all'attività di docente, ha collaborato per anni ai quotidiani Momento Sera, l'Adige, La Prealpina, Il Corriere del Giorno di Taranto e altri.
Socio della "Associazione fra i Romani", ha condotto per vent'anni a Teletevere – espressione dell'associazione stessa - rubriche settimanali culturali tra le quali Biblioteca aperta, Polvere di Storia, Musei in casa, Roma nel tempo. È stato anche redattore-capo de Il giornale di Teletevere. Dopo il passaggio di proprietà dell'emittente romana (1995), ha partecipato a trasmissioni a Telelazio, Rete blu, Telesalute, Televita, alla Radio Vaticana e alla RAI (Radio anch'io, Il mare, Via dei Fori Imperiali, La domenica, ecc.).
Per anni è stato presidente dell'associazione di cultura romana "Te Roma Sequor"; dell'associazione "Amici di Righetto per gli studi sulla Repubblica Romana del 1849"; vice presidente dell'"Associazione nazionale poeti e scrittori dialettali" e socio onorario del "Centro romanesco Trilussa". È stato fondatore della rivista Voce romana e – dopo la scomparsa di Fortunato Lay – direttore responsabile del periodico Rugantino. Docente di dialettologia nell'Università 2000; ha fondato le riviste Palatino, L'acquedotto romano e la compagnia teatrale "I Carpaggini" di alunni liceali con rappresentazioni di opere del Goldoni e di autori greci e latini al Teatro Rossini e al teatro romano di Ostia antica.

## L'opera
Autore di una serie numerosa di libri su Roma e la romanità (I vicoli di Roma, I Palazzi di Roma, Le famiglie nobili romane, I quartieri di Roma, La grande guida dei Rioni di Roma, Villa Borghese), sulla lingua italiana (L'Italia dei dialetti), sul dialetto romanesco (Dizionario italiano-romanesco), di raccolte di poesie in lingua (Foglia su foglia, L'attesa, Rotaia interrata) e in dialetto (L'autobbusse perzo, Er tempo e l'omo, Sempre li stessi l'ommini), di saggi storici e aneddotici (Gli animali in Trilussa), Giorgio Carpaneto ha lasciato il segno della sua eccezionale erudizione nella Roma della seconda metà del Novecento e del primo decennio del ventunesimo secolo.

## Opere
- Foglia su foglia (liriche), Misura, Bergamo, 1957
- (a cura di), Voci d'Italia: antologia della poesia dialettale italiana contemporanea, Grugnali, Modica, 1958
- Il tempo libero: problematica sociale, morale e politica, Bulgarini, Firenze, 1973
- La lunga strada del giorno (liriche), Delia, Roma, 1974
- (con lo pseudonimo di: Carpaggio), Sempre li stessi l'ommini: traduzioni in versi di poeti classici greci e latini, Delia, Roma, 1975
- Teoria dei grafi, Pitagora-Tecnoprint, Bologna, 1976
- (con lo pseudonimo di: Carpaggio), L'autobbusse perzo. Poesie romanesche, Rugantino, Roma, 1981
- I vicoli di Roma: storia, tradizioni, folklore, famiglie nobili e personaggi legati alle piccole vie che costituiscono il più genuino tessuto urbano della capitale, Newton-Compton, Roma, 1986
- I palazzi di Roma: gli edifici eretti nella città eterna tra il Quattrocento e l'Ottocento: gli artisti che li realizzarono, i personaggi che ne affollarono le sale, gli aneddoti e le curiosità che si tramandano su questi straordinari testimoni della vita romana, Newton-Compton, Roma, 1991
- Pagine di critica dantesca, Semerano, 1994
- con Nadia Garuti ed Emanuela Maresi, Funzioni, limiti, continuità, calcolo differenziale: con esercizi e prove d'esame risolte, Patron, Bologna, 1994
- Il dialetto romanesco del Quattrocento: il manoscritto quattrocentesco di G. Mattiotti narra i tempi, i personaggi, le visioni di Santa Francesca Romana, compatrona di Roma, NES, Roma, 1995
- Le famiglie nobili romane: glorie e avventure, intrighi e passioni delle grandi dinastie romane rivivono in splendidi palazzi e fastose ville attraverso mille anni di storia, Rendina, Roma, 1997
- L'Italia dei dialetti, Rendina, Roma, Roma, 1997
- con Claudia Cerchiai e Maria Rosaria Grifone, I quartieri di Roma: una serie straordinaria di affascinanti itinerari ripercorsi lungo le strade di ieri e di oggi, tra bellezze artistiche e naturali, alla scoperta del volto antico e moderno della città, Newton-Compton, Roma, 1997
- Rotaia interrata: poesie (1941-1999), Pagine, Roma, 2000
- con Mario Sanfilippo, La grande guida dei Rioni di Roma, storia, segreti, monumenti, tradizioni, leggende, curiosità, Newton-Compton, Roma, 2000
- (a cura di) con Luigi Torini, Dizionario italiano-romanesco, Pagine, Roma, 2003
- Villa Borghese: natura, arte, aneddoti, curiosità, Rendina, Roma, 2004
- con Mauro Cavallini ed Anna Manna, Il Poeta della Ferriera: scienza arte e potere, Sovera, 2004
- (a cura di), Agenda del poeta dialettale, Pagine, Roma, 2004
- (a cura di), Antologia di Voce romana: pittori, poeti e scrittori, Nuova Impronta, Roma, 2004
- Gli animali in Trilussa: parafrasi delle favole sugli animali e indice analitico delle specie, a cura di Niccolò Carosi, Terre Sommerse, Roma, 2008
- L'attesa (poesie), Nuova Impronta, Roma, 2008
- Favole di Esopo in versi romaneschi: libera traduzione e trasformazione in versi dal testo originale greco, Il Mio Libro It, Roma, 2009